# ローガン (ユタ州)
ローガン（英語: Logan）は、アメリカ合衆国ユタ州の都市。キャッシュ郡の郡庁所在地である。人口は5万2778人（2020年）。ユタ州立大学のメインキャンパスがある学園都市である。州都ソルトレイクシティの北130キロメートルに位置している。

## 概要
ユタ州の北部からアイダホ州南部にわたって形成されるキャッシュ谷（英語版）の谷底平野内の州境に近い場所、アイダホ州およびワイオミング州のすぐそばに位置する。緑豊かで周囲は自然公園に囲まれており、標高はソルトレイクシティより100メートルほど高く、ローガン市の東には、ロッキー山脈の西端の一角をなすワサッチ山脈を横切る形でローガン渓谷（英語版）があり、渓谷沿いにローガン川（英語版）が市内に流れている。市内には東西南北に碁盤目状に道路が通っていて、ローガン神殿（英語版）などのほか、劇場や総合病院、24時間営業のスーパーマーケットやファーストフード店などもあり、丘の上にユタ州立大学がある。チーズなど乳製品の名産地として知られている。また、1989年に、Apple ComputerがApple Lisaを埋めたところとして、さらにその後、残りの在庫を引き取り、Apple LisaをMac化するソフトを開発して販売したSun Remarketing社（英語版）の本社があったところとしても知られている（しかし正確にはローガン市にSun Remarketing社の本社があったわけではなく、すぐ近郊のスミスフィールド（Smithfield）に位置していた。便宜的に「ローガンのSun Remarketing」と表現されることが多い）。ローガン市は、ユタ州キャッシュ郡およびアイダホ州フランクリン郡とを併せて、アメリカ合衆国国勢調査局により定義される「ユタ州＝アイダホ州ローガン小都市統計地域」の主要都市である。

## 歴史
1859年にモルモン開拓者達が開拓をはじめ、1884年にローガン神殿（英語版）が建立された。1888年にはユタ州立大学の前身であるユタ農業大学が開学した。1923年にEllen Eccles劇場（英語版）が造られた。1989年に、不売在庫による税金控除を受けるため、Apple Computerが、パーソナルコンピュータApple Lisa、約2700台をローガン市の埋立処分場に埋立処分した。

## 気候
平年最高気温は31℃、平年最低気温は-11℃。観測史上最高気温は40℃、観測史上最低気温は-32℃である。例年、冬には雪が降り積もる。
| ローガンの気候              | ローガンの気候 | ローガンの気候 | ローガンの気候 | ローガンの気候 | ローガンの気候 | ローガンの気候 | ローガンの気候 | ローガンの気候 | ローガンの気候 | ローガンの気候 | ローガンの気候 | ローガンの気候 | ローガンの気候 |
| 月                          | 1月            | 2月            | 3月            | 4月            | 5月            | 6月            | 7月            | 8月            | 9月            | 10月           | 11月           | 12月           | 年             |
| --------------------------- | -------------- | -------------- | -------------- | -------------- | -------------- | -------------- | -------------- | -------------- | -------------- | -------------- | -------------- | -------------- | -------------- |
| 最高気温記録 °F （°C）      | 60 (16)        | 67 (19)        | 74 (23)        | 84 (29)        | 92 (33)        | 99 (37)        | 104 (40)       | 102 (39)       | 99 (37)        | 86 (30)        | 71 (22)        | 67 (19)        | 104 (40)       |
| 平均最高気温 °F （°C）      | 30.9 (−0.6)    | 36.8 (2.7)     | 48.6 (9.2)     | 58.6 (14.8)    | 68.2 (20.1)    | 79.0 (26.1)    | 88.3 (31.3)    | 87.1 (30.6)    | 76.2 (24.6)    | 63.1 (17.3)    | 45.4 (7.4)     | 33.3 (0.7)     | 59.6 (15.3)    |
| 平均最低気温 °F （°C）      | 12.7 (−10.7)   | 16.8 (−8.4)    | 26.5 (−3.1)    | 33.8 (1)       | 41.8 (5.4)     | 48.6 (9.2)     | 54.9 (12.7)    | 53.4 (11.9)    | 44.2 (6.8)     | 33.5 (0.8)     | 24.2 (−4.3)    | 14.4 (−9.8)    | 33.7 (0.9)     |
| 最低気温記録 °F （°C）      | −25 (−32)      | −29 (−34)      | −12 (−24)      | 10 (−12)       | 20 (−7)        | 29 (−2)        | 39 (4)         | 34 (1)         | 22 (−6)        | 6 (−14)        | −10 (−23)      | −30 (−34)      | −30 (−34)      |
| 降水量 inch （mm）          | 1.34 (34)      | 1.42 (36.1)    | 1.86 (47.2)    | 1.98 (50.3)    | 2.11 (53.6)    | 1.26 (32)      | 0.89 (22.6)    | 0.93 (23.6)    | 1.55 (39.4)    | 1.78 (45.2)    | 1.38 (35.1)    | 1.36 (34.5)    | 17.86 (453.6)  |
| 降雪量 inch （cm）          | 9.2 (23.4)     | 6.9 (17.5)     | 3.9 (9.9)      | 1.4 (3.6)      | 0 (0)          | 0 (0)          | 0 (0)          | 0 (0)          | 0 (0)          | 0.4 (1)        | 2.1 (5.3)      | 5.7 (14.5)     | 29.6 (75.2)    |
| 平均降水日数 （≥0.01 inch） | 9.9            | 9.3            | 9.7            | 10.0           | 10.5           | 5.9            | 5.0            | 4.8            | 6.2            | 7.0            | 9.0            | 9.1            | 96.4           |
| 平均降雪日数 （≥0.1 inch）  | 5.0            | 2.9            | 1.8            | 0.8            | 0              | 0              | 0              | 0              | 0              | 0.4            | 1.5            | 4.0            | 16.4           |
| 出典：NOAA                  |                |                |                |                |                |                |                |                |                |                |                |                |                |

## 交通
州都ソルトレイクシティからは車でおよそ1時間半。ソルトレイクシティ市内を通る州間高速道路15号線を北上し（途中で84号線と合流）オグデンを越えて、途中でブリガムシティから国道91号線（89号線）沿いに北東へ向かうか、さらに進んで州道30号線沿いに東へ向かうかすればローガン市に着く。国道91号線はローガン市から北のアイダホ州に通じており、国道89号線もローガン市からローガン渓谷沿いに北のアイダホ州へ通じているが、ベアー湖（Bear Lake、英語版）に出たところで国道89号線から南に分岐する州道30号線が、東（ユタ州の北東）のワイオミング州へ通じている。
ソルトレイクシティ国際空港からは一日数本、シャトルバスが出ていて料金は30USドル前後 。また、要予約で送迎形式のシャトルバス (Cache Valley Limo’s Airport Shuttle) もあり、定期便なら通常料金は30USドルドル前後 。ローガン市内には無料の市バスが運行している（日曜・祝日は運休。なお、バス前面には乗客の自転車が積載できるようになっている）。鉄道は市内を長距離鉄道が通っている。ローガン・キャッシュ空港（英語版）（IATAコード：LGU）が郊外にあるが、現在は定期旅客便はない。

## 観光・娯楽・文化施設

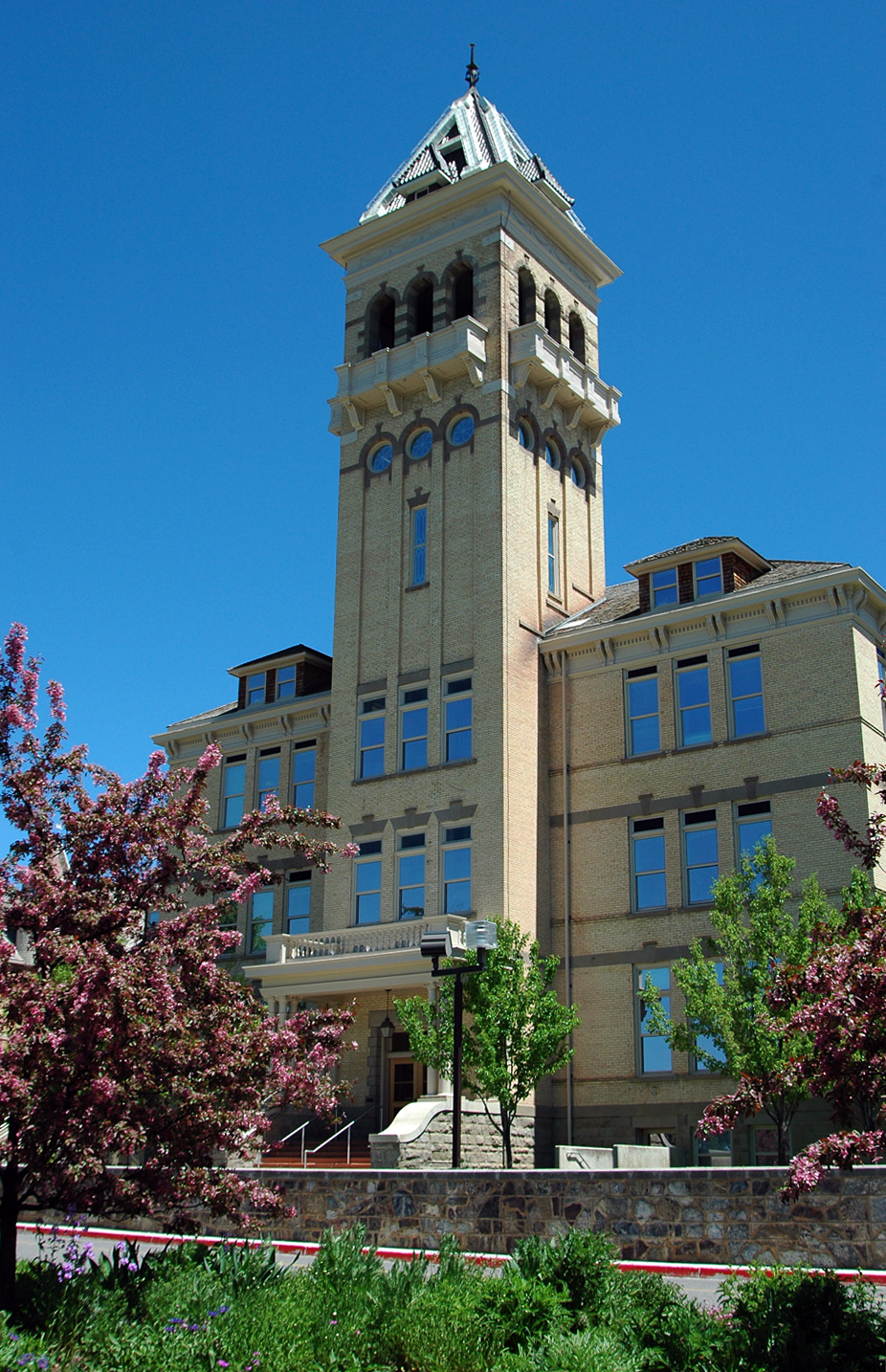
USUの「Old Main building」
3DCG&地図上での位置
USUキャンパスマップ

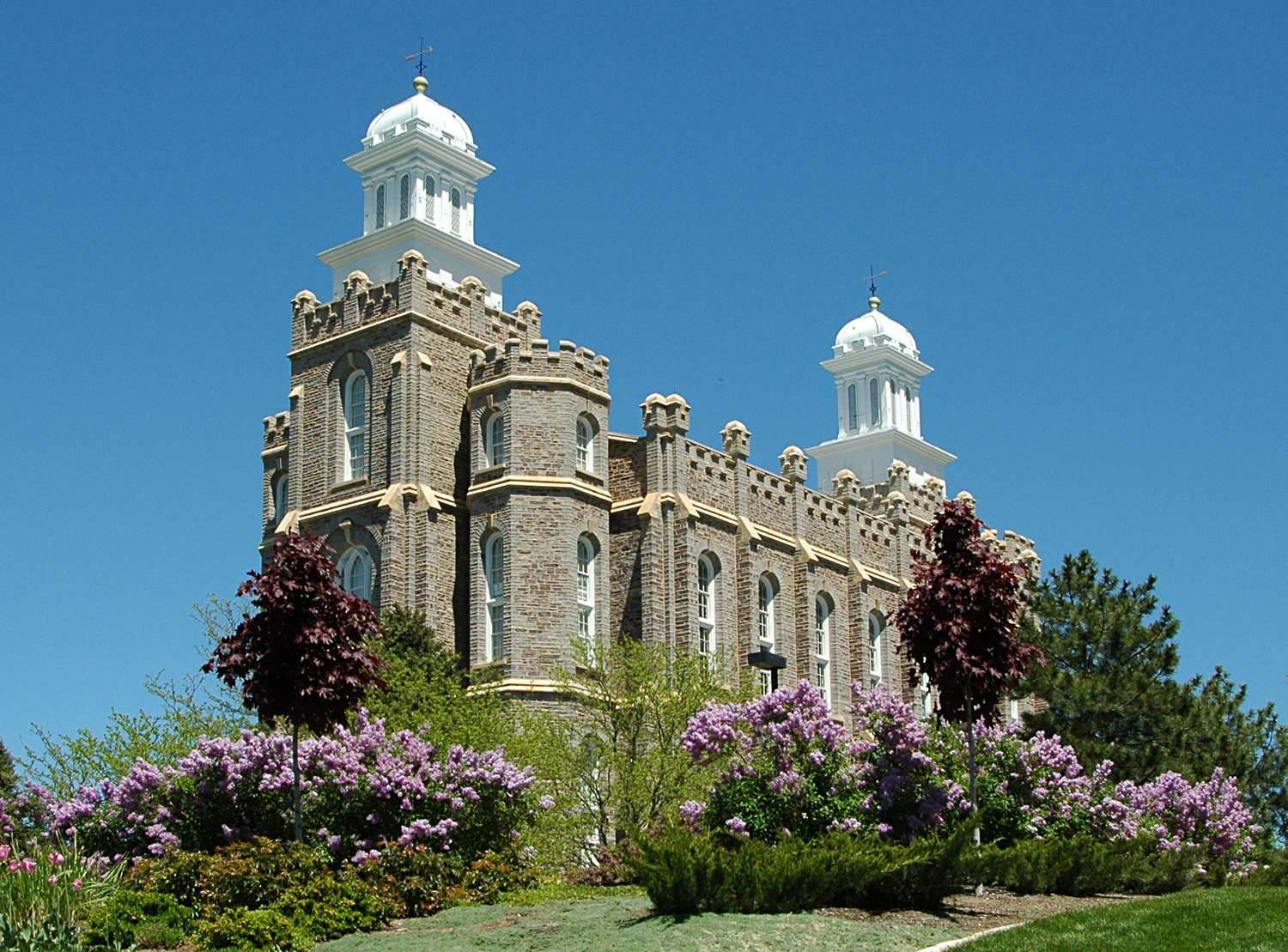
モルモン教のローガン神殿（英語版）

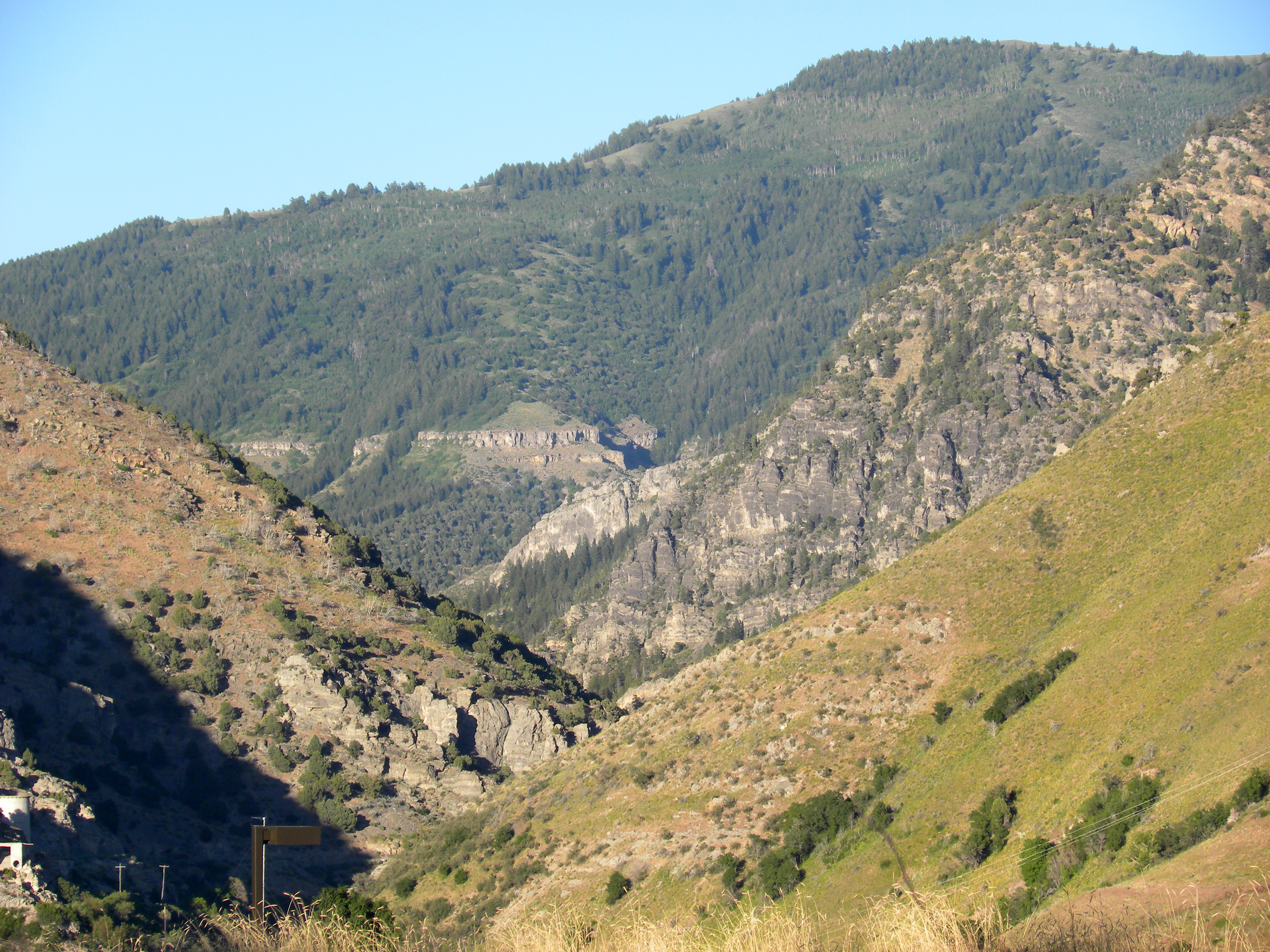
ローガン渓谷（英語版）のロッククライミングの名所「チャイナウォール」

豊かな自然に囲まれており、市のすぐ郊外において春・夏には登山・ロッククライミング・キャンプや魚釣り、秋には紅葉、冬にはスキーやスノーモービルなどが楽しめる。周囲には、野生のカモシカやビーバーなども生息している自然公園のほか、牛や馬などの放牧地も多い。市内の施設としてはイベント催場や市民運動施設（スポーツやヨガなどの講習も開講されている）のほか、映画館、ゴルフコース、自然観察センター、動物園などもある。また、日本食レストランも数軒、営業している。宿泊施設はホテルやモーテルなどがある。
主な観光名所や文化施設は以下の通り。
- ユタ州立大学 - 丘の上にある緑豊かなキャンパスであり、構内には歴史の古い建築物であるOld Main buildingがあるほか、施設として図書館、スタジアム、ホテルや診療所などがある。また、もともと農業大学であったということもあって「世界で最初のゴムタイヤトラクター」などが構内に展示されることもあり、「Aggieアイスクリーム」の名称でアイスクリームが名物として販売されている。26種類あって世界中に出荷されており、初めて宇宙へ行ったアイスクリームとしても知られている 。
- ローガン神殿（英語版） - モルモン教の神殿。
- ローガン渓谷（英語版）（ローガンキャニオン） - ハイキング、キャンプ、釣り、ロッククライミングの名所として知られている。秋には紅葉が美しく、冬にはスキーやスノーモービルなどが楽しめる。市街からやや離れたローガン川沿いに ストークス自然センター があり、アウトドアや自然観察学習などのプログラムを行っている。学生やボーイスカウト、家族向けのプログラムも用意されている。
- Ellen Eccles劇場（英語版） - コンサートや演劇、映画上映などに利用されている劇場で、客席数は1100。歴史は古く1923年に、もともとはヴォードヴィルやオペラなどの公演用として造られた。1988年に国からローガン市へ所有者が移った後、火事で一部が焼けてしまったが、1992年に再建された。
- Jyushinkan合気道道場 - 合気道の道場。290 North 400 Eastに位置するWhittier Community Centerの5号室。

### 催事
- 暖季の間（5月 - 10月）、土曜日の朝には、Merlin Olsen Parkにおいて「Cache Valley Gardeners' Market」という青空市場が開かれ、新鮮な野菜や果物などが売られる。
- 例年7月頭に、旧車や改造車によるパレードがメインストリートにおいてあるほか、夜には花火大会などが催される 。

## 治安
ユタ州ローガン市は米国の中でも治安の良い街として知られており、米国の調査会社モーガン・クイットノーは、2005年と2007年に、ローガン市を「米国で最も安全な街」と評価した。

## 医療・健康
市内に病院は2つあり、そのうちの一つ、非営利医療システムIntermountain Healthcare（英語版）による非営利病院の ローガン地域病院（Logan Regional Hospital） は、全米トップ100病院ランキングにもランクインしている。病院のほかにユタ州立大学構内などに診療所がいくつか存在する。

### 病院
- Cache Valley Specialty Hospital
- ローガン地域病院（Logan Regional Hospital）

## 文化・教育
歴史的事情からユタ州はモルモン教徒が多く、喫煙や飲酒は州法によって制限されている。ユタ州立大学があり、他州・諸外国からの学生や研究者も多いローガン市でも例外ではない。とはいえ近年は他州からの人口の流入に伴ってそれらに関する州法が緩和傾向にあり、また市内や大学周辺には末日聖徒イエス・キリスト教会（モルモン教会）以外のキリスト教会もカトリック教会、バプテスト教会やルーテル教会などが複数存在するほか、イスラム教のモスクも存在する。市内中心部には日本料理店を含めて、インド料理、中国料理、朝鮮料理などのアジア料理店や、メキシコ料理やイタリア料理など、様々な地域・国の料理店が点在している。
アメリカ合衆国国勢調査局によれば、ローガン市の25歳以上のうちの、12.3％が大学院あるいはそれ以上に相当する学位を所持し、22.2％が学士の学位を所持し、8.4％が準学士の学位を所持し、27.7％が学位を所持していない学生である。

### 大学
- ユタ州立大学

## 経済・物価
ウォールストリート・ジャーナルによれば、ローガン市は「全体として経済に活気がある町トップ50」のうちのひとつとしてリストアップされている。『マネー』の「若年退職者にとって最適の地」には第3位にランキングされている。フォーブス誌の「ビジネスとキャリアにとって最も良い小さな場所」では、第12位にランキングされている。MSNの「仕事が豊富な低生活費の場所」では、第3位にリストアップされている。また、Apple Computerのサードパーティーとして有名であったSun Remarketing社（英語版）はローガン市にほど近い街に本社を構えていた。

## 人口統計
2000年のアメリカ合衆国国勢調査によれば、人口は42,670、13,902世帯があり、9,175家族。人口密度は997.3/km²。人種は、人口の88.93%が白人、0.64%がアフリカ系アメリカ人、0.85%がアメリカ先住民、3.60%がアジア人、0.29%が太平洋諸島民、4.08%が他の人種であり、1.61%が混血である。人口の8.22%がヒスパニックあるいはラテン系に属する。13,902世帯のうち、33.4%が18歳より下の子供を持ち、55.1%が結婚しているが子供のいない世帯である。7.7%は主婦のみの世帯であり、34.0%が家庭を持っていない。17.9%が独身世帯であり、5.9%が65歳以上の独身世帯である。世帯の平均人数は2.92人。家族の平均人数は3.2人である。人口増加率は18歳より下で24.3%、18 - 24歳で34.3%。25 - 44歳で25.5％。45～64歳で9.7%。65歳以上で7.1%である。年齢の中央値は24歳。住人の男女比はおよそ100：92。女性のうち89.5%が18歳以上である。住人の世帯平均年収入は30,778USドル。家族平均年収入は33,784USドル。男性平均年収入27,304USドルに対して、女性平均年収入は19,687USドル。市の一人当たりの平均年収入は13,765USドル。家族の約12.6%、人口の22.7%が貧困線以下の収入であり、これには18歳より下の15.6%、65歳以上の6.4%が含まれている。
2005年の人口は47,357人であった。

## 出身人物
- ジョン・ギルバート（John Gilbert） - 俳優
- キップ・ソーン（Kip Thorne） - 理論物理学者
- マリナー・エクルズ（Marriner Eccles） - 実業家、銀行家
- マーリン・オルセン（Merlin Olsen） - アメリカンフットボール選手、俳優
- モリス・ジェプソン（Morris Jeppson） - 科学者、軍人。エノラ・ゲイ（広島原爆投下を行った機体）に搭乗したことで知られる
- ロバート・キミット（Robert Kimmitt） - 政治家、外交官
- ルーロン・ガードナー（Rulon Gardner） - 男性レスリング選手、総合格闘家